# Shire Horse
Das Shire Horse ist ein Kaltblutpferd und mit einer maximalen Masse von 1200 kg sowie einer Widerristhöhe von durchschnittlich 1,78 m die größte Pferderasse der Welt.
Hintergrundinformationen zur Pferdebewertung und -zucht finden sich unter: Exterieur, Interieur und Pferdezucht.

## Exterieur

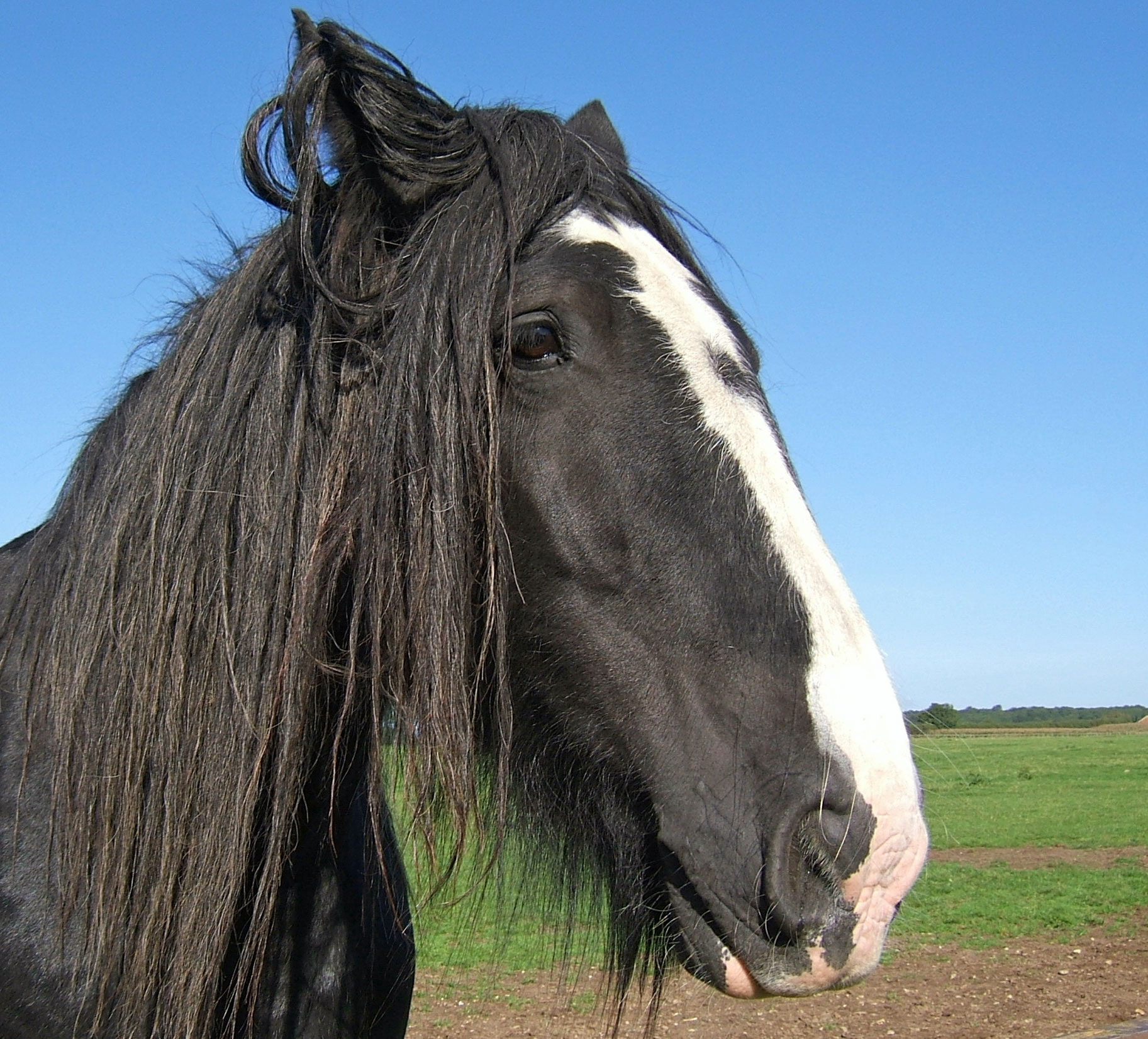
Kopfstudie eines Shire Horses. Erkennbar ist die rassetypische Ramsnase

Trotz seiner enormen Größe – es gilt als die größte Pferderasse der Welt – ist das Shire Horse im Allgemeinen ein wohlproportioniertes und harmonisch gebautes Pferd von eleganter Erscheinung. Es verfügt zwar im Vergleich zu vielen anderen Kaltblutpferderassen, wie etwa dem Belgischen Kaltblut, über eine geringe Muskelfülle, jedoch besitzt es für ein Zugpferd deutlich günstigere Winkelungen der Körperhebel.
Der proportional große, dabei lange Kopf mit charakteristisch ramsnasigen oder geramsten Profil verfügt über große, freundliche Augen und eher lange, dünne Ohren. Der korrekte Hals weist eine gute, tendenziell eher überdurchschnittliche Länge auf und ist wohlgeschwungen, zudem insbesondere bei den Hengsten hoch angesetzt und im Vergleich zum Clydesdale kräftiger bemuskelt und massiver. Der Hals entspringt einer guten, schräg gelagerten Schulter, die zwar kräftig bemuskelt, aber nicht überladen ist; im Vergleich mit dem Clydesdale könnte sie bisweilen etwas länger und schräger gestellt sein. Die Brust ist breit. Der deutlich ausgeprägte Widerrist reicht weit in den Rücken hinein, der aufgrund seiner eher kurzen Länge und der für ein Kaltblutpferd wenig ausgeprägten Gurttiefe (sie beträgt bei ausgewachsenen Tieren zwischen 180 und 240 cm) den Eindruck der Hochbeinigkeit verstärkt. Die Lendenmuskulatur ist ausgeprägt, die leicht abfallende, gut geformte Kruppe mit tiefem Schweifansatz tendiert aufgrund der wenig ausgeprägten Glutäenmuskulatur nur seltenst zur Spaltkruppe, die für andere Kaltblüter sehr typisch ist. Die Sitzbeinmuskulatur hingegen ist kräftig ausgeprägt und tief hinabreichend. Auf ein gutes Fundament wird großer Wert gelegt, generell sind die Gliedmaßen stark und trocken, dabei von mittlerer Stärke. Die Karpal- und Sprunggelenke sind deutlich markiert und breit ausgeformt, wirken jedoch aufgrund ihrer trockenen Textur weniger massig als beim Brabanter, dessen Gelenke eher schwammig sind. Der Umfang der kurzen, flachen Röhren, die das Fundament meist etwas leicht erscheinen lassen, beträgt meist zwischen 28 und 30 cm. Eine lange Fesselung ist rassetypisch und wird gern gesehen, weil sie mit einer höheren Elastizität auf gepflasterten Wegen einhergeht. Der Kötenbehang ist rundherum kräftig ausgeprägt, dabei seidig und bedeckt die Hufe fast gänzlich. Diese sind groß, rund und eher flach, weisen zudem deutlich ausgebildete Trachten und Strahlen auf. Man bevorzugt eine dunkelblaue Färbung des Hufhorns, gleichzeitig werden auch aufgrund der als modisch angesehenen großen weißen Abzeichen helle Hufe legitimiert.

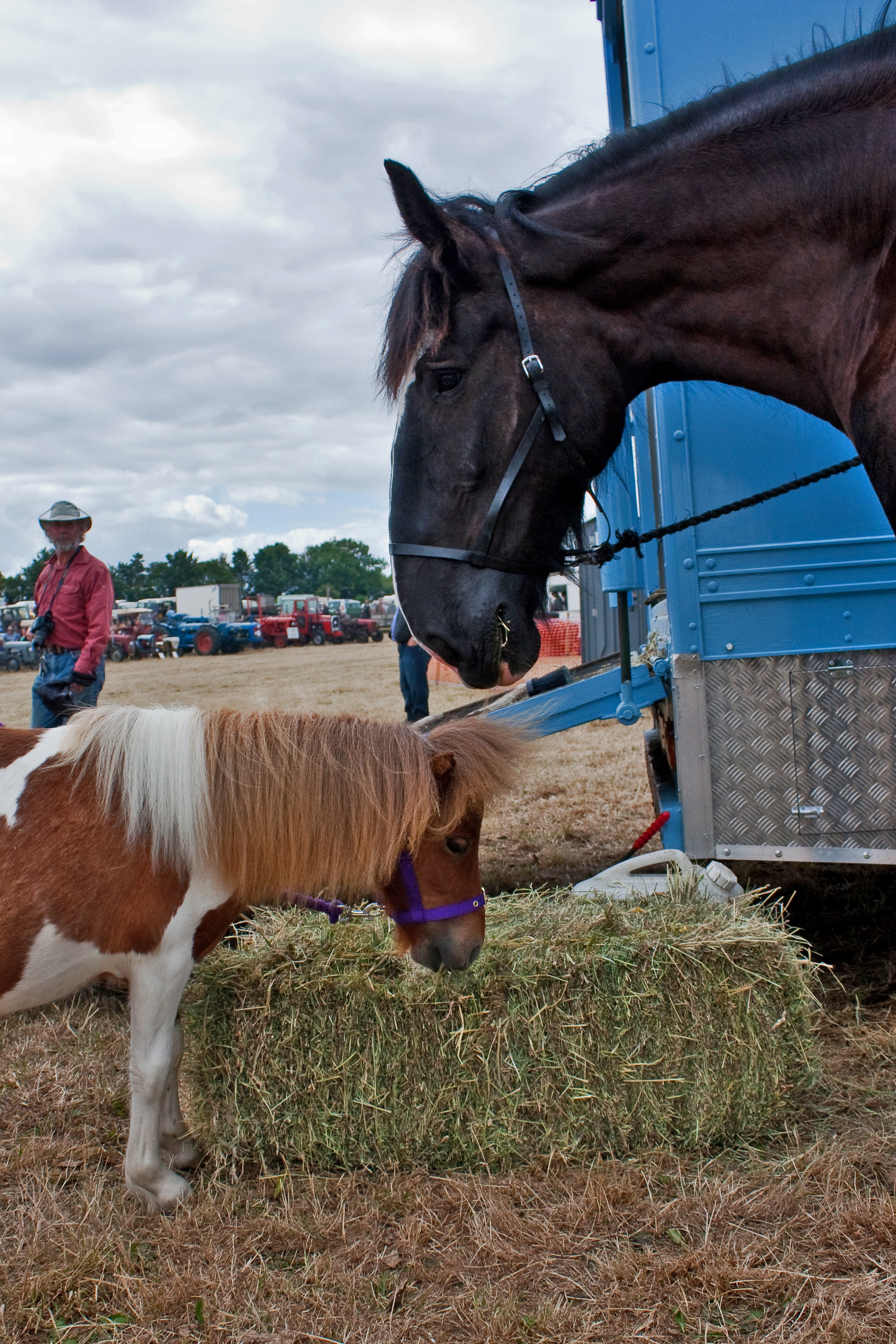
Größenvergleich zwischen einem Shire Horse und einem Miniatur-Shetlandpony

Bei den Shires ist das im Zuchtziel geforderte Stockmaß bei Hengsten und Wallachen 168 cm, bei den Stuten 163 cm. Das größte Shire Horse der Welt war in der Mitte des 19. Jahrhunderts der Wallach Sampson mit einem Stockmaß von 2,19 Meter. Der in Australien gehaltene Hengst Noddy hat eine Schulterhöhe von 2,05 Meter und wiegt 1500 kg.
Die am häufigsten vorkommende Fellfarbe ist Braun, insbesondere Dunkelbraun, dicht gefolgt von Rappen. Seltener treten Schimmel auf, obgleich die Farbe schon in alter Zeit beim Shire Horse vorkam. Bisweilen sind Füchse anzutreffen, sie gelten jedoch als nicht rassetypisch und so sind fuchsfarbene Hengste im Vereinigten Königreich – im Gegensatz zu den USA – nicht zur Zucht zugelassen. In beiden Ländern sind Stichelhaarige von der Zucht ausgeschlossen.
Typisch für das Shire Horse sind die stark ausgeprägten Abzeichen am Kopf und an den Beinen. Es kommen aber auch weiße Flecken im Bauchbereich vor, auch wenn große weiße Flecken am Körper unerwünscht sind.

## Mechanik

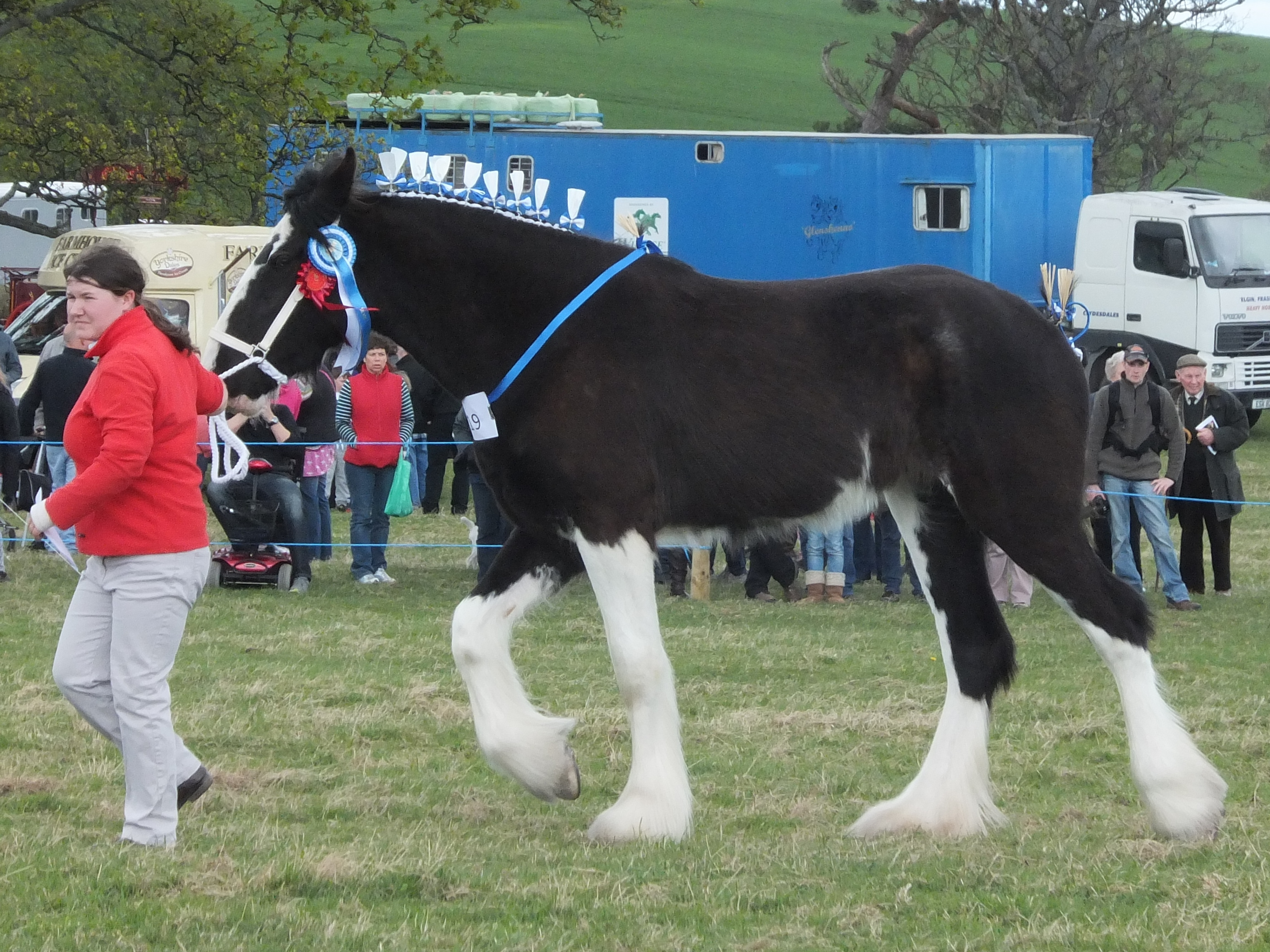
Shire Horse im Schritt

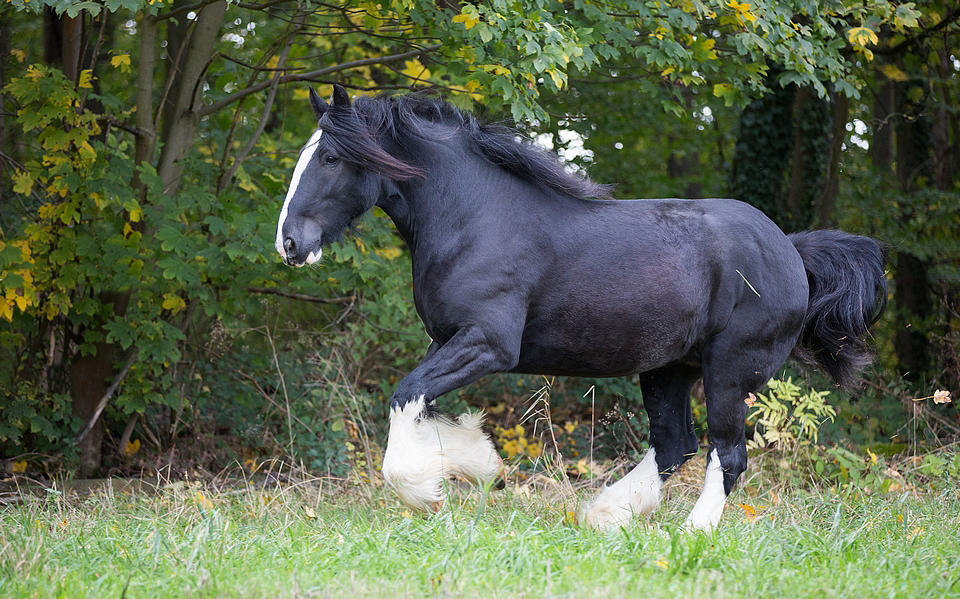
Rappfarbener Shire Horse-Wallach im Galopp

Die ausbalancierten Gangarten des Shire Horses sind leichtfüßig und fördernd, oft hoch und rund, dabei mit aktivem Antritt der Hinterhand und guter Schulterfreiheit.

## Interieur
Das Shire Horse wird auch der „Gentle Giant“ unter den Kaltblütern genannt. Bezeichnend ist sein sanftmütiger und williger Charakter. Shire Horses sind umgänglich und gutmütig, haben dabei ein ruhiges, gelassenes Temperament mit großer Nervenstärke (im Gegensatz zum aufgeweckteren Clydesdale). Bemerkenswert ist seine harte, robuste Konstitution, zudem sind die Kaltblüter anpassungs- und lernfähig sowie leicht handzuhaben.

## Zuchtgeschichte
Der Name Shire Horse leitet sich aus der Gebietsbezeichnung der Midlands – die Grafschaften Derbyshire, Leicestershire, Lincolnshire und Staffordshire –  ab.
Die Kaltblutpferderasse entstand in ihrer heutigen Form im 18. Jahrhundert und wird seit rund 280 Jahren konsolidiert gezüchtet, weswegen die Erbtreue besonders hoch ist.
Im 18. Jahrhundert entwickelte der für seine Zuchterfolge bekannte Landwirt Robert Bakewell das Improved Black Cart horse, auch Bakewell Black genannt. Aus dieser Zucht entstand das heutige  Shire Horse. Shires sind in vielen Emblemen oder Logos diverser englischer Pubs und Brauereien zu finden.
War das Shire Horse bis zum Beginn der Industrialisierung auf den Britischen Inseln die am weitesten verbreitete und populärste Kaltblutpferderasse in England, erschien ihr Untergang in den 1960er-Jahren bereits besiegelt, so bemühten sich viele ländliche Züchter und ganz besonders die Brauereien um den Erhalt dieser gewaltigen Pferde. Mittlerweile hat sich eine Showszene etabliert, die bei Zucht- und Leistungsschauen das Shire Horse zeigt.

## Verwendung

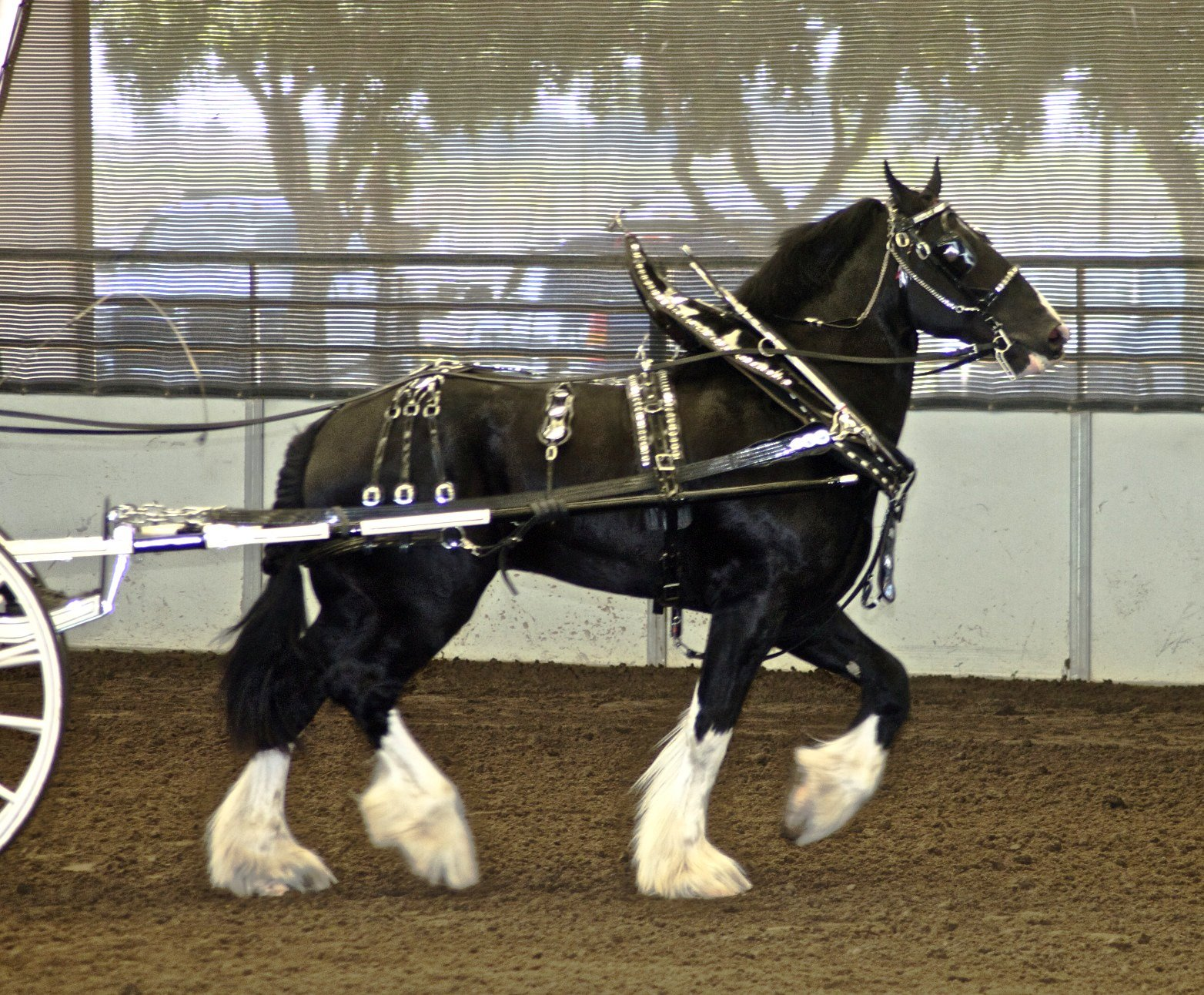
Shire Horse als Fahrpferd
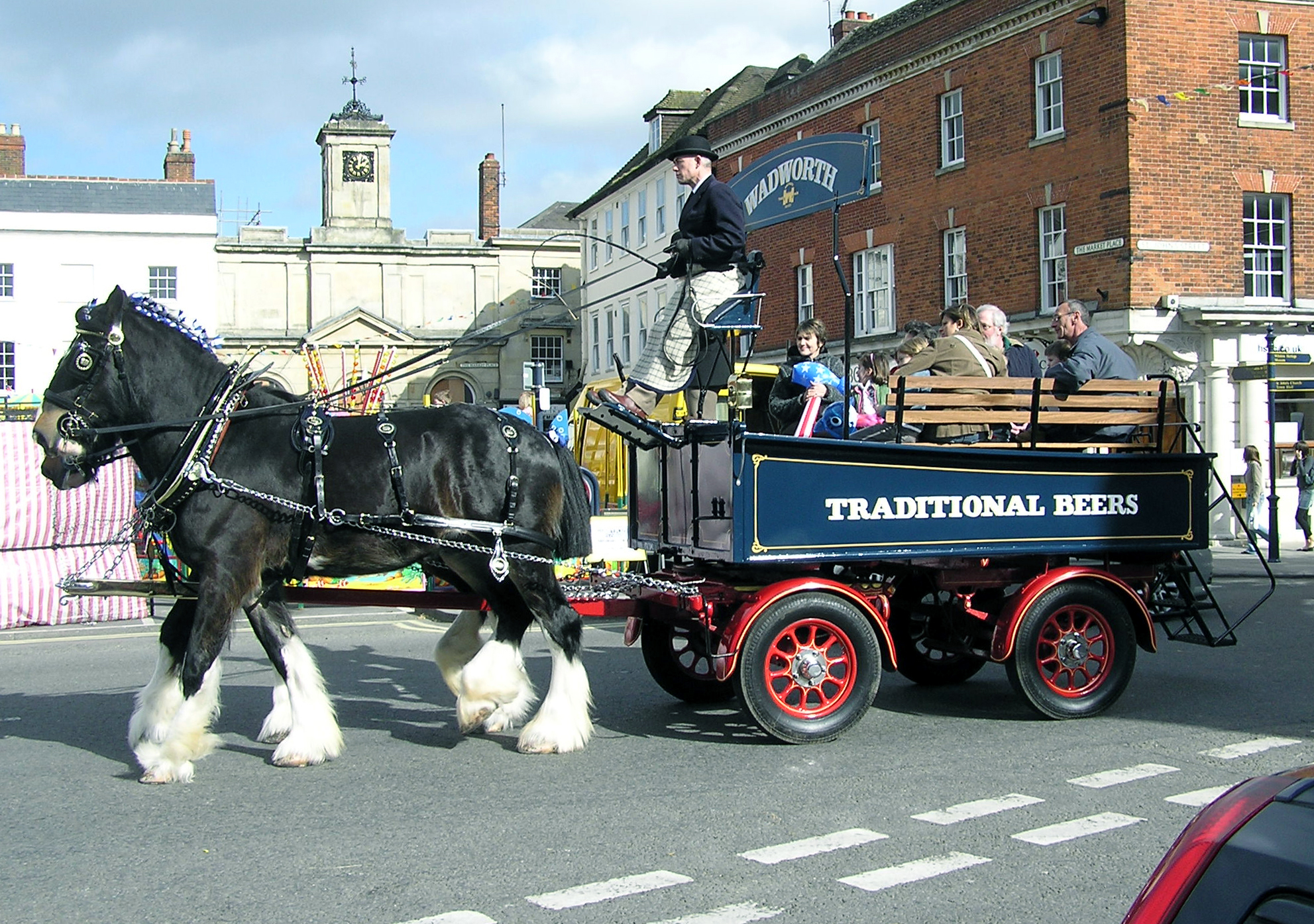
Shire Horse-Gespann vor einem Touristikwagen der Brauerei Wadworth
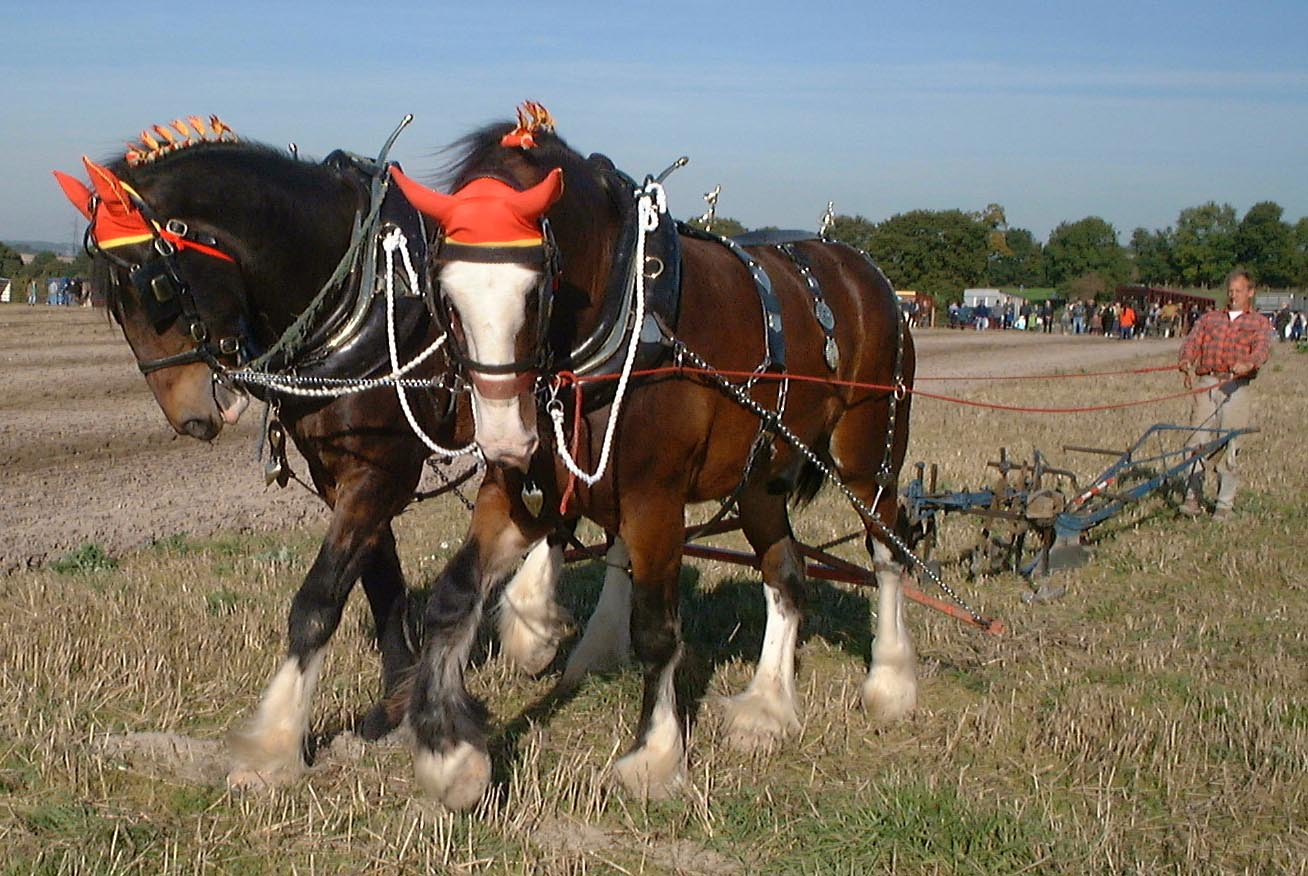
Zwei Shire Horses beim Pflügen
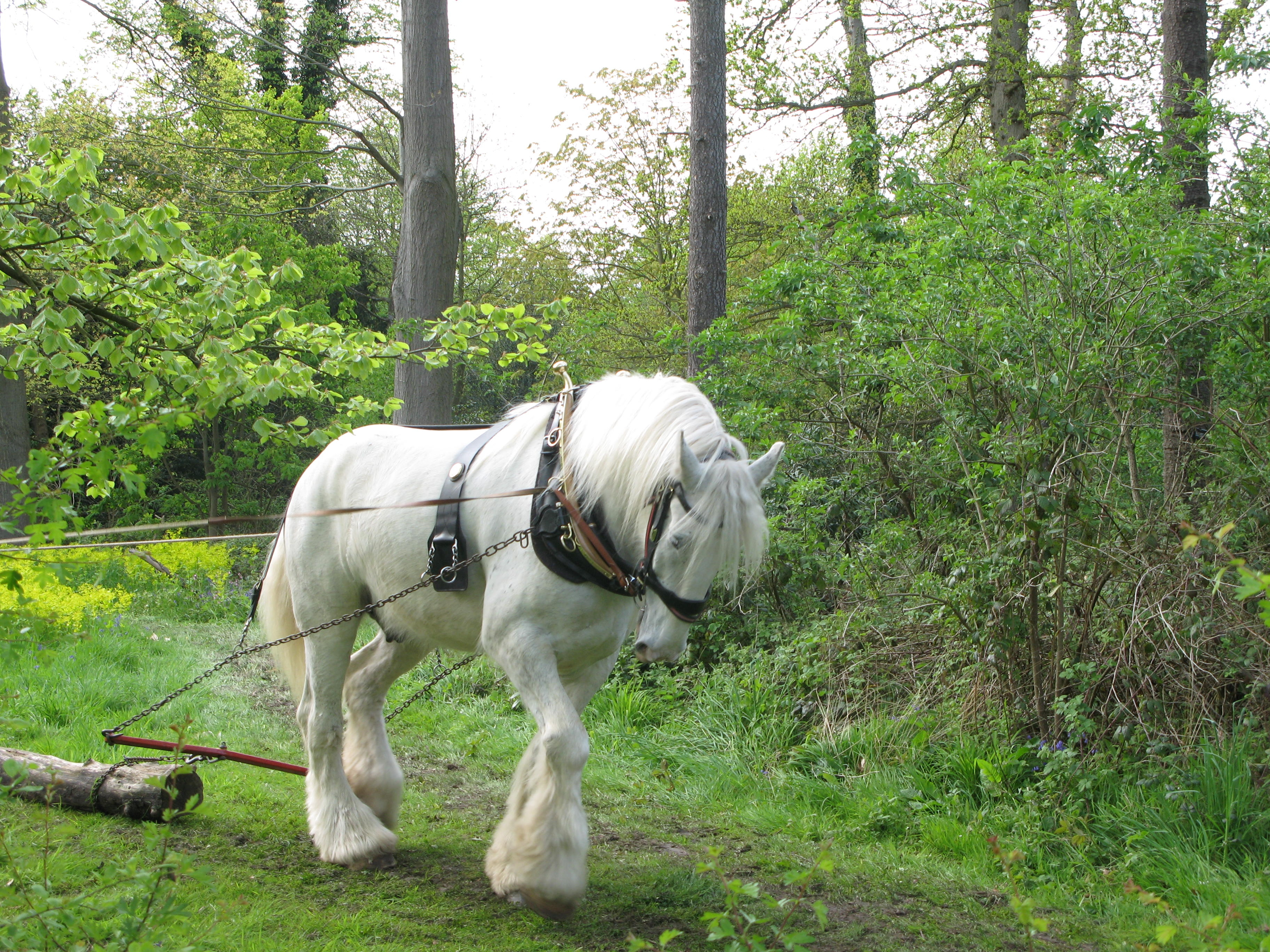
Shire Horse bei der Forstarbeit
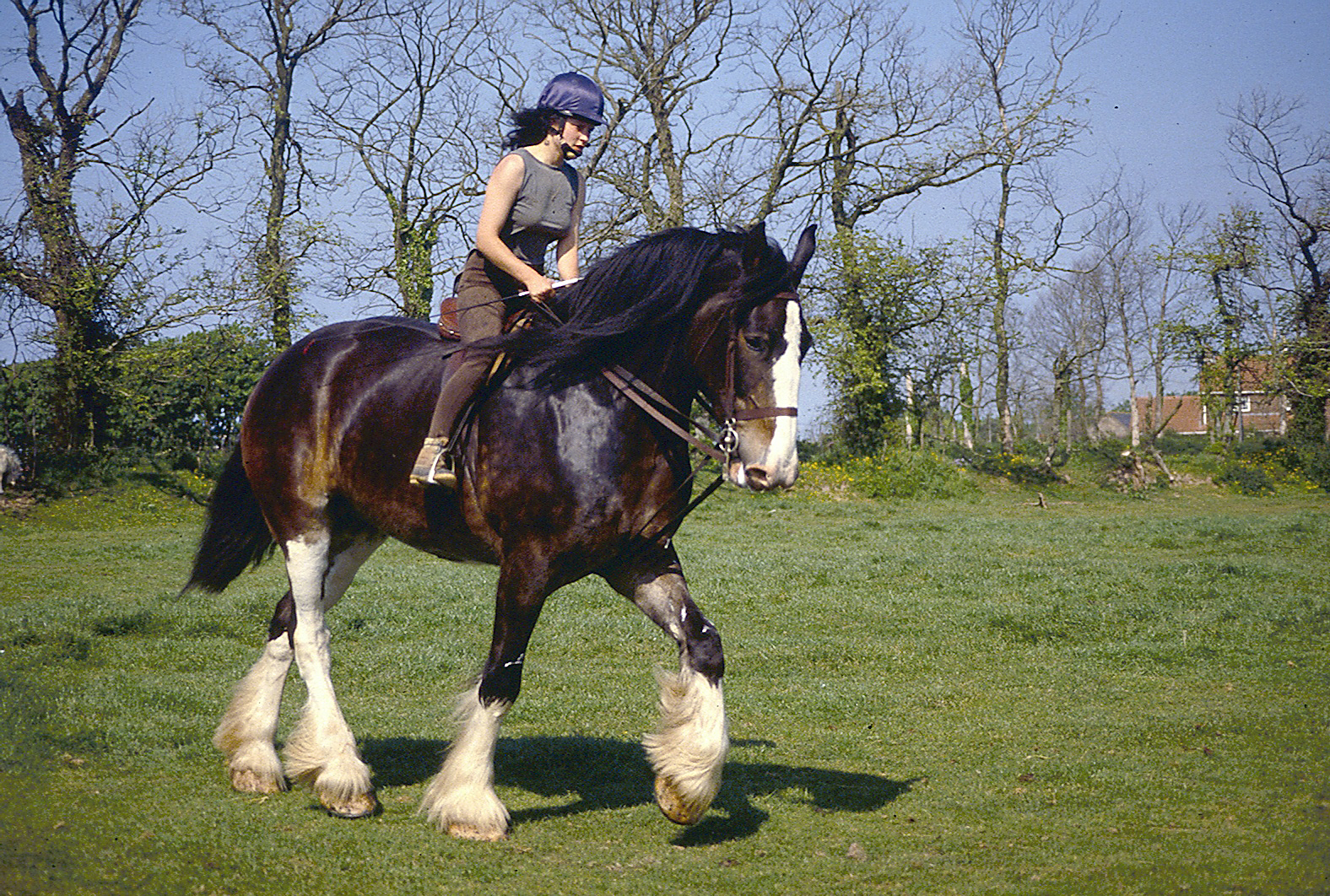
Shire Horse unter dem Sattel
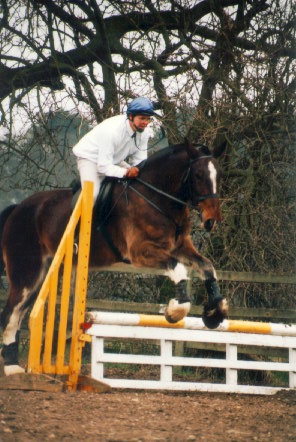
Shire Horse beim Springreiten

Shire Horses sind wie auch die Clydesdales Spätentwickler. Durch das schnelle Wachstum in den ersten Jahren sind die Knochen, Knorpel und Gelenke erst spät richtig verwachsen. Die Pferde sollten also erst mit etwa vier Jahren auf die Arbeit vorbereitet werden. Vor der Entwicklung motorisierter Fahrzeuge wurde das Shire Horse als Zugtier in der Landwirtschaft, im Gewerbe und Transportwesen eingesetzt. In der Ära der Pferdestraßenbahnen zog es zudem die Straßenbahn London. Ansonsten hat es jedoch seine Bedeutung als Zugpferd verloren und wird nur noch zu Werbezwecken vor Brauerei- oder Touristikwagen gespannt. Neuerdings werden Shire Horses wieder vermehrt als Rückepferde eingesetzt, da sie weitaus weniger Schäden am Waldboden anrichten als moderne Maschinen.